# South Pass
Pour l’article homonyme, voir Col Sud.
Le South Pass (« col Sud ») est un col de montagne situé sur le Continental Divide au sud-est du parc national de Yellowstone dans les montagnes Rocheuses dans l’État du Wyoming aux États-Unis.
Il est situé à environ 54 km de la localité de Lander entre les Wind River Range au nord et les Antelope Hills au sud. La route d’état Wyoming State Highway 28 traverse le col. Le col est reconnu comme National Historic Landmark depuis 1961.

## Histoire
La première traversée transcontinentale consécutive à l'achat de la Louisiane avait privilégié le cours du Missouri, Jefferson ayant demandé à Meriwether Lewis et William Clark de vérifier l'existence d'une voie fluviale précédant un portage court avant le bassin de la Snake et de la Columbia, espoir totalement infirmé par la largeur et la complexité des Rocheuses dans ce qui devint le Montana et l'Idaho.
En 1811, John Jacob Astor, négociant en fourrures, fait établir un poste de traite sur la côte Pacifique par Wilson Price Hunt.
La côte est atteinte par le cap Horn (à bord du Tonquin) et par une traversée terrestre conjuguées. Cette dernière choisit elle aussi un itinéraire nord via le Missouri.
En 1812, Robert Stuart et sept hommes (Robert McClellan, Capitaine Wells, Joseph Miller, Benjamin Jones, François Le Claire, André Vallée, Ramsay Crooks) se voient confier la mission de retourner vers l'est par voie terrestre pour prévenir John Jacob Astor des déconvenues de l'entreprise (destruction du navire Le Tonquin).
Robert Stuart, souhaitant éviter des problèmes avec les autochtones à l'est de la Bitterroot Range, choisit un itinéraire plus méridional qui devait mener ses hommes au sud ouest de la chaîne de Wind River, sur un bassin où ils rejoignirent l'amont de la Sweetwater, affluent de la North Platte coulant vers le Missouri. Robert Stuart tint un journal, qui inspira une publication en France, dans lequel il fit part de sa découverte, majeure, puisque permettant une traversée transcontinentale par voie terrestre à travers les montagnes Rocheuses et envisageable pour des chariots.
Le South Pass fut redécouvert par les hommes d'Henry Ashley (dont Jim Bridger et Thomas Fitzpatrick), autre négociant, dans les années 1820, avant de devenir le passage obligé des émigrants sur les pistes de l'Oregon et de la Californie du début des années 1840 aux années 1860.